# 키케 산체스 플로레스
키케 산체스 플로레스(스페인어: Quique Sáncez Flores, 1965년 2월 5일 ~ )는 라이트 백으로 뛰던 스페인의 전 축구 선수이자 선수 시절 발렌시아, 레알 마드리드, 레알 사라고사에서 활약하였으며, 스페인 축구 국가대표팀 자격으로 1990년 FIFA 월드컵에도 참여했다.
많은 활동량을 바탕으로 최전방에서의 강한 압박과 빠른 공수전환, 간결한 역습 축구를 구사하는 감독이다. 스페인 특유의 짧은 패스를 기반으로한 점유율 축구인 '티키타카' 대신 효율적인 공간 활용을 바탕으로한 축구를 추구한다

## 수상

### 선수

#### 클럽
발렌시아
- 세군다 디비시온 (1): 1986–87

레알 마드리드
- 프리메라리가 (1): 1994-95

#### 국가대표
스페인 U-21
- UEFA U-21 축구 선수권 대회 (1): 1986

### 감독
벤피카
- 타사 다 리가 (1): 2008–09

아틀레티코 마드리드
- UEFA 유로파리그 (1): 2009-10
- UEFA 슈퍼컵 (1): 2010
- 코파 델 레이 준우승 (1): 2009–10

알아흘리
- UAE 리그컵 (1): 2011–12
- UAE 프레지던트컵 (1): 2012–13

알아인
- UAE 프레지던트컵 (1): 2013–14